# Villa Heigelin

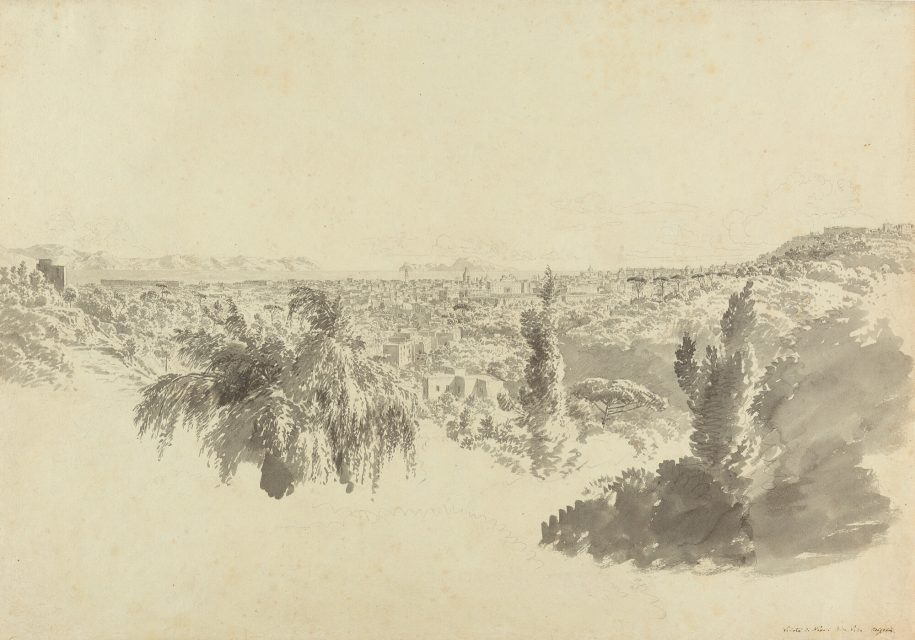
Joseph Rebell: Blick auf Neapel von der Villa Heigelin aus, um 1815

Die Villa Heigelin war ein Landhaus aus dem 18. Jahrhundert zwischen dem Camaldoli-Hügel und den Colli Aminei von Neapel in der italienischen Region Kampanien. Sie lag an der Calata Capodichino. Nach den Zerstörungen des Zweiten Weltkrieges wurde das Haus nicht mehr instand gesetzt.

## Geschichte
Das Haus wurde 1760 im Auftrag von Christian Heigelin, Baron von Eyben (1744–1820) als versteckte Wohnstatt errichtet, verborgen durch seine natürliche Lage, die es für die Öffentlichkeit uneinsehbar machte. Die Gegend war damals von dichtem Dickicht bedeckt. Man gelangte dorthin nur über einen schmalen, steilen Bergpfad für Fußgänger oder über eine unbequeme Straße für Reiter.
Durch die Bombardierungen des Zweiten Weltkrieges wurde das Gebäude stark beschädigt und danach aufgegeben. Heute ist das Anwesen geschlossen und nicht öffentlich zugänglich.

## Beschreibung
Die Villa Heigelin wird als eine der schönsten Villen ihrer Zeit beschrieben, eine luxuriöse Wohnstatt, gekennzeichnet durch allegorische Darstellungen von ausgeprägter freimaurerischer Symbolik. Insbesondere der Garten im englischen Stil war reich an Symboliken, die einen Weg mit Initiationsabsichten zwischen Alleen und Labyrinthen zeichneten. In seinem Inneren fanden sich hellenistische Figuren, ein Freilufttheater, eine Einsiedelei mit Zellen zur Ausübung spiritueller Riten, sowie Becken und Brunnen für Rituale. Der Garten war von Friedrich Dehnhardt, einem deutschen Landschaftsarchitekten, Botaniker und Gartenarchitekten entworfen worden, der Ende des 18. Jahrhunderts in Neapel wirkte.
Das Landhaus schloss auch altrömische Ruinen ein.